# Conseil municipal de Chicago

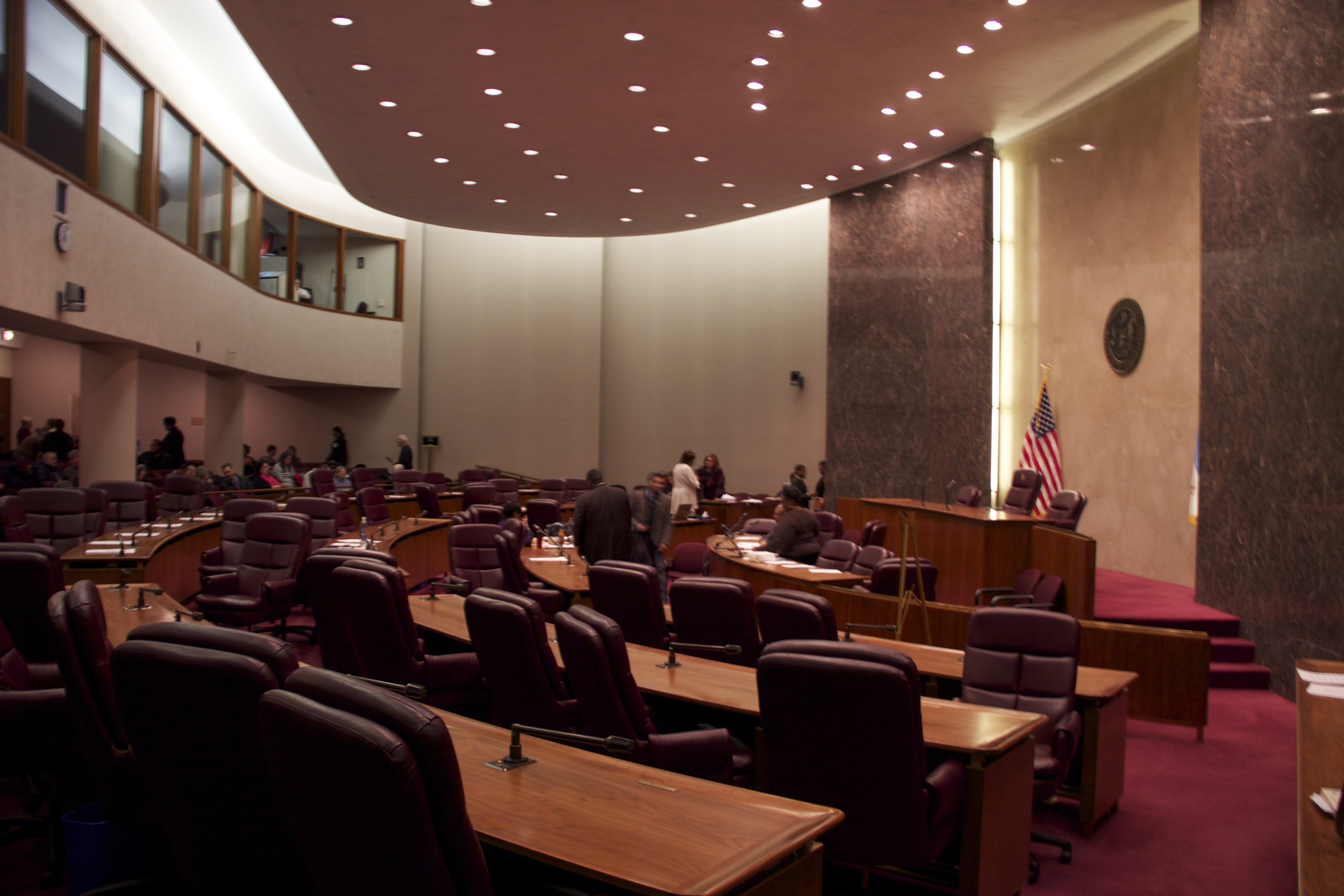
Chambre du conseil municipal.

Le conseil municipal de Chicago (en anglais : Chicago City Council) est la branche législative du gouvernement de la ville de Chicago, dans l'État de l'Illinois, aux États-Unis. Il se compose de cinquante conseillers municipaux élus dans les 50 circonscriptions (wards) de la ville pour servir une limite de quatre ans. Tout comme le maire de Chicago, les conseillers siègent à l'hôtel de ville de Chicago situé au 121 North LaSalle Street.

## Rôle
Le conseil municipal surveille le bon fonctionnement des services municipaux, décrète les ordonnances locales, vote les lois et approuve le budget de la ville. Les priorités et les activités du gouvernement sont établies dans une ordonnance de budget habituellement adoptée chaque novembre. Le conseil prend une mesure officielle par le passage des ordonnances et des résolutions. Le conseil, en même temps que le maire de Chicago, gère les recommandations de la Commission on Chicago Landmarks et peut accorder individuellement le statut sur les propriétés des Chicago Landmarks (CL).
Le président du conseil municipal de Chicago est le maire de Chicago.
Créé à l'origine sous le nom de « Common Council » en 1837, il a été rebaptisé « Conseil municipal » (City Council) en 1876. Le conseil a pris sa forme moderne de 50 circonscriptions (une pour chaque conseiller municipal) en 1923.

## Liste des conseillers municipaux
Ci-dessous, une liste des 50 membres du conseil municipal de Chicago, par ordre croissant de circonscription, avec nom, date d'élection et parti politique.

Représentation des actuels conseillers suivant leur parti.

Carte des 50 circonscriptions (wards) de la ville de Chicago.

| Ward | Nom                       | Élection | Parti politique |
| ---- | ------------------------- | -------- | --------------- |
| 1    | Daniel La Spata           | 2019     | Parti démocrate |
| 2    | Brian Hopkins             | 2015     | Parti démocrate |
| 3    | Pat Dowell                | 2007     | Parti démocrate |
| 5    | Leslie Hairston           | 1999     | Parti démocrate |
| 6    | Roderick Sawyer           | 2011     | Parti démocrate |
| 7    | Gregory Mitchell          | 2015     | Parti démocrate |
| 8    | Michelle A. Harris        | 1999     | Parti démocrate |
| 9    | Anthony Beale             | 1999     | Parti démocrate |
| 10   | Susan Sadlowski Garza     | 2015     | Parti démocrate |
| 11   | Patrick D. Thompson       | 2015     | Parti démocrate |
| 12   | George Cardenas           | 2003     | Parti démocrate |
| 13   | Marty Quinn               | 2011     | Parti démocrate |
| 14   | Ed Burke                  | 1969     | Parti démocrate |
| 15   | Raymond Lopez             | 2015     | Parti démocrate |
| 16   | Stephanie Coleman         | 2019     | Parti démocrate |
| 17   | David H. Moore            | 2015     | Parti démocrate |
| 18   | Derrick Curtis            | 2015     | Parti démocrate |
| 19   | Matthew O'Shea            | 2011     | Parti démocrate |
| 20   | Jeanette B. Taylor        | 2019     | Parti démocrate |
| 21   | Howard Brookins Jr.       | 2003     | Parti démocrate |
| 22   | Michael Rodriguez         | 2019     | Parti démocrate |
| 23   | Silvana Tabares           | 2018     | Parti démocrate |
| 24   | Michael Scott Jr.         | 2015     | Parti démocrate |
| 25   | Byron Sigcho-Lopez        | 2019     | Parti démocrate |
| 26   | Roberto Maldonado         | 2009*    | Parti démocrate |
| 27   | Walter Burnett, Jr.       | 1995     | Parti démocrate |
| 28   | Jason Ervin               | 2011     | Parti démocrate |
| 29   | Chris Taliaferro          | 2015     | Parti démocrate |
| 30   | Ariel Reboyras            | 2003     | Parti démocrate |
| 31   | Felix Cardona Jr.         | 2019     | Parti démocrate |
| 32   | Scott Waguespack          | 2007     | Parti démocrate |
| 33   | Rossana Rodriguez-Sanchez | 2019     | Indépendant     |
| 34   | Carrie Austin             | 1991*    | Parti démocrate |
| 35   | Carlos Ramirez-Rosa       | 2015     | Parti démocrate |
| 36   | Gilbert Villegas          | 2015     | Parti démocrate |
| 37   | Emma Mitts                | 2000*    | Parti démocrate |
| 38   | Nicholas Sposato          | 2011     | Indépendant     |
| 39   | Samantha Nugent           | 2019     | Parti démocrate |
| 40   | Andre Vasquez             | 2019     | Parti démocrate |
| 41   | Anthony Napolitano        | 2015     | Indépendant     |
| 42   | Brendan Reilly            | 2007     | Parti démocrate |
| 43   | Michelle Smith            | 2011     | Parti démocrate |
| 44   | Thomas M. Tunney          | 2002*    | Parti démocrate |
| 45   | Jim Gardiner              | 2019     | Parti démocrate |
| 46   | James Cappleman           | 2011     | Parti démocrate |
| 47   | Matt Martin               | 2019     | Parti démocrate |
| 48   | Harry Osterman            | 2011     | Parti démocrate |
| 49   | Maria Hadden              | 2019     | Indépendant     |
| 50   | Debra Silverstein         | 2011     | Parti démocrate |

Année de nomination, et non la première élection*